# Smouldering Fires
Smouldering Fires is een Amerikaanse dramafilm uit 1925 onder regie van Clarence Brown. Destijds werd de film in Nederland uitgebracht onder de titel Smeulende vuren.

## Verhaal
De 40-jarige zakenvrouw Jane Vale wordt verliefd op de veel jongere fabrieksarbeider Robert Elliott. Ze promoveert hem tot haar privésecretaris en vraagt hem ten huwelijk. Daarna wordt Robert verliefd op Dorothy, de jongere zus van Jane. Hij is bang om aan Jane zijn gevoelens op te biechten en trouwt toch met haar. Als de waarheid aan het licht komt, doet Jane alsof ze niet meer houdt van haar man.

## Rolverdeling
| Acteur            | Personage      |
| ----------------- | -------------- |
| Pauline Frederick | Jane Vale      |
| Laura La Plante   | Dorothy Vale   |
| Malcolm McGregor  | Robert Elliott |
| Tully Marshall    | Scotty         |
| Wanda Hawley      | Lucy           |
| Helen Lynch       | Kate Brown     |
| George Cooper     | Mugsy          |
| Bert Roach        | Comitélid      |
| Billy Gould       | Comitélid      |
| Rolfe Sedan       | Comitélid      |
| Jack McDonald     | Comitélid      |
| William Orlamond  | Comitélid      |
| Bobbie Mack       | Comitélid      |
| Frank Newburg     | Comitélid      |